# Choquequirao
Choquequirao (del quítxua chuqi, 'or', i de k'iraw, 'bressol', és a dir: 'bressol d'or'), són les restes arqueològiques d'una ciutat inca situada entre els contraforts del Salcantay, al districte de Mollepata, província d'Anta, Departament de Cusco, al sud del Perú.
Els monuments arqueològics de Choquequirao són edificis i terrasses distribuïts en diferents nivells, des del més baix, Sunch'o Pata, fins al cim truncat més alt, que fou anivellat i voltat de pedres per a formar una plataforma amb una àrea aproximada de 150 metres quadrats.
Choquequirao (a vegades també Choqequirau o Choqekiraw) es coneix com la "germana sagrada" de Machu Picchu per la semblança estructural i arquitectònica. Recentment, encara parcialment excavada, ha despertat l'interés del govern peruà per recuperar més el conjunt inca.

## Ubicació geogràfica

##### Emplaçament

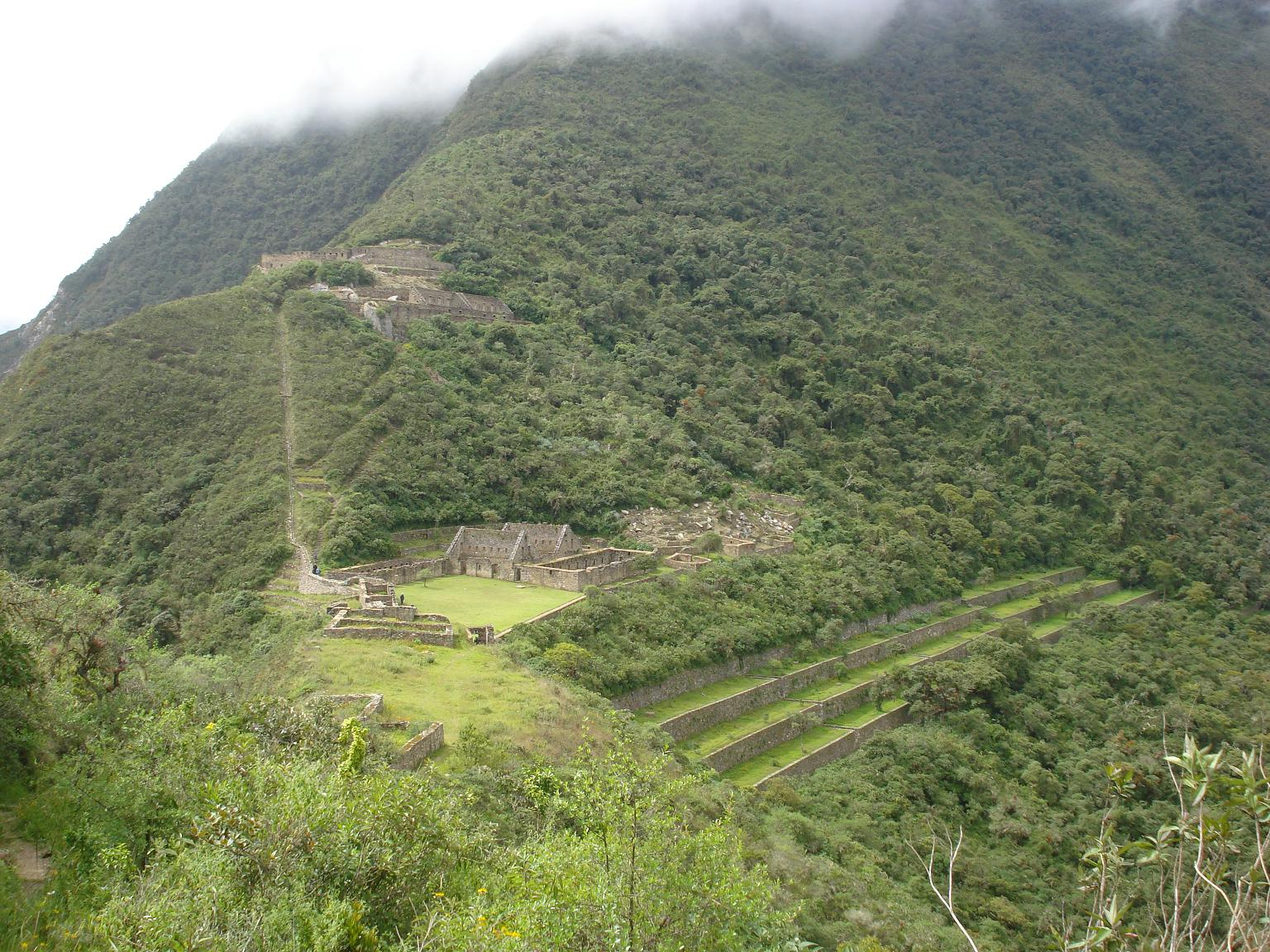
La ciutadella de Choquequirao

Es troba a 13°32′ latitud sud i 72°44′ longitud oest. És a 3.033 metres sobre el nivell de la mar als contraforts del Salcantay, al nord de la vall de l'Apurímac.
El districte de Mollepata i la província d'Anta, en els darrers anys, desitgen portar gairebé un 40% del districte de Santa Teresa, inclòs Choquequirao i moltes comunitats d'aquest districte, cap a les seues jurisdiccions, i això ho rebutja la població de Choquequirao, Marampata, Maizal, Yanama i altres pobles més.
L'entorn de Choquequirao és un dels més rics en biodiversitat. La fauna del lloc la componen sobretot còndors, cérvols andins septentrionals, vizcatxes, guineus, mofetes, pumes, colibrís, ossos i el gallet de roca andí, ocell nacional del Perú. En la seua flora destaquen les falgueres gegants, l'ichu i una gran varietat d'orquídies, entre les quals destaca la de la varietat wakanki.

## Història

##### Època inca (1438-1534)
Fou un centre tant cultural com religiós de la zona. Aquesta ciutadella degué ser utilitzada com una garita de control per a assegurar l'accés a les àrees de Vilcabamba, que connectava la selva amb altres centres importants, com ara Písac i Machu Picchu. També jugaria un rol important com a nexe entre la selva amazònica i la ciutat imperial del Cusco.

##### Època de transició (1534-1572)
Choquequirao és un dels últims bastions de resistència i refugi dels inques, que per ordre de Manco Inca van abandonar la ciutat de Cusco per a resguardar-se a les ciutats de la regió de Vilcabamba, quan al voltant de l'any 1535 Cusco estava assetjat pels espanyols. Fou en aquest indret (i en general en tota la vall de Vilcabamba) on Manco i els altres inques de Vilcabamba resistiren l'embat dels espanyols, fins a la captura i execució de Túpac Amaru I el 1572.

## Descripció de Choquequirao

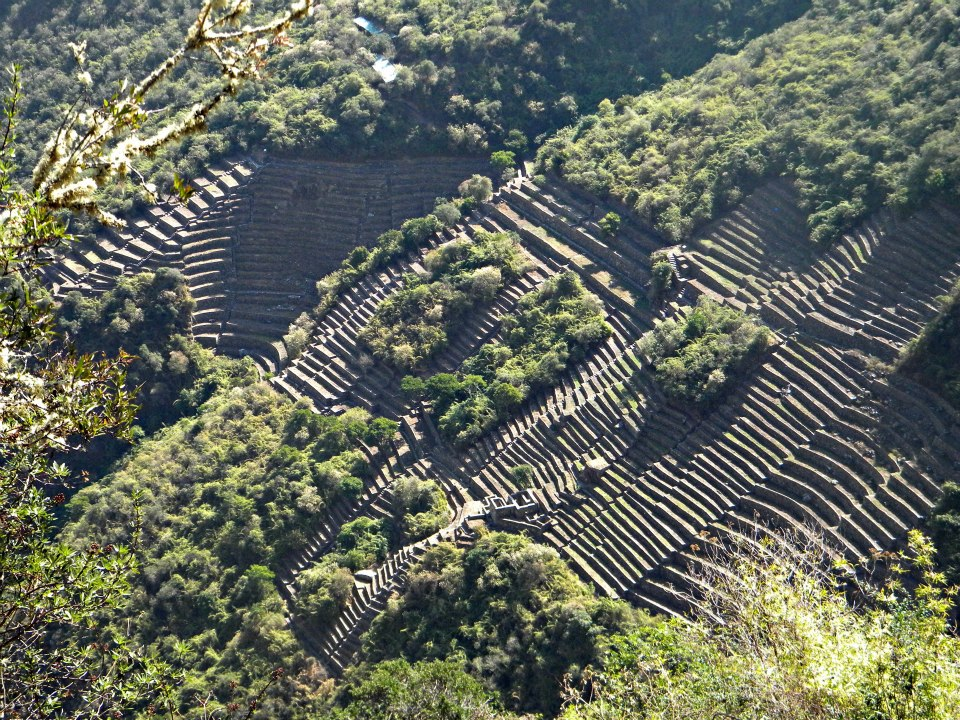
Les terrasses de Choquequirao

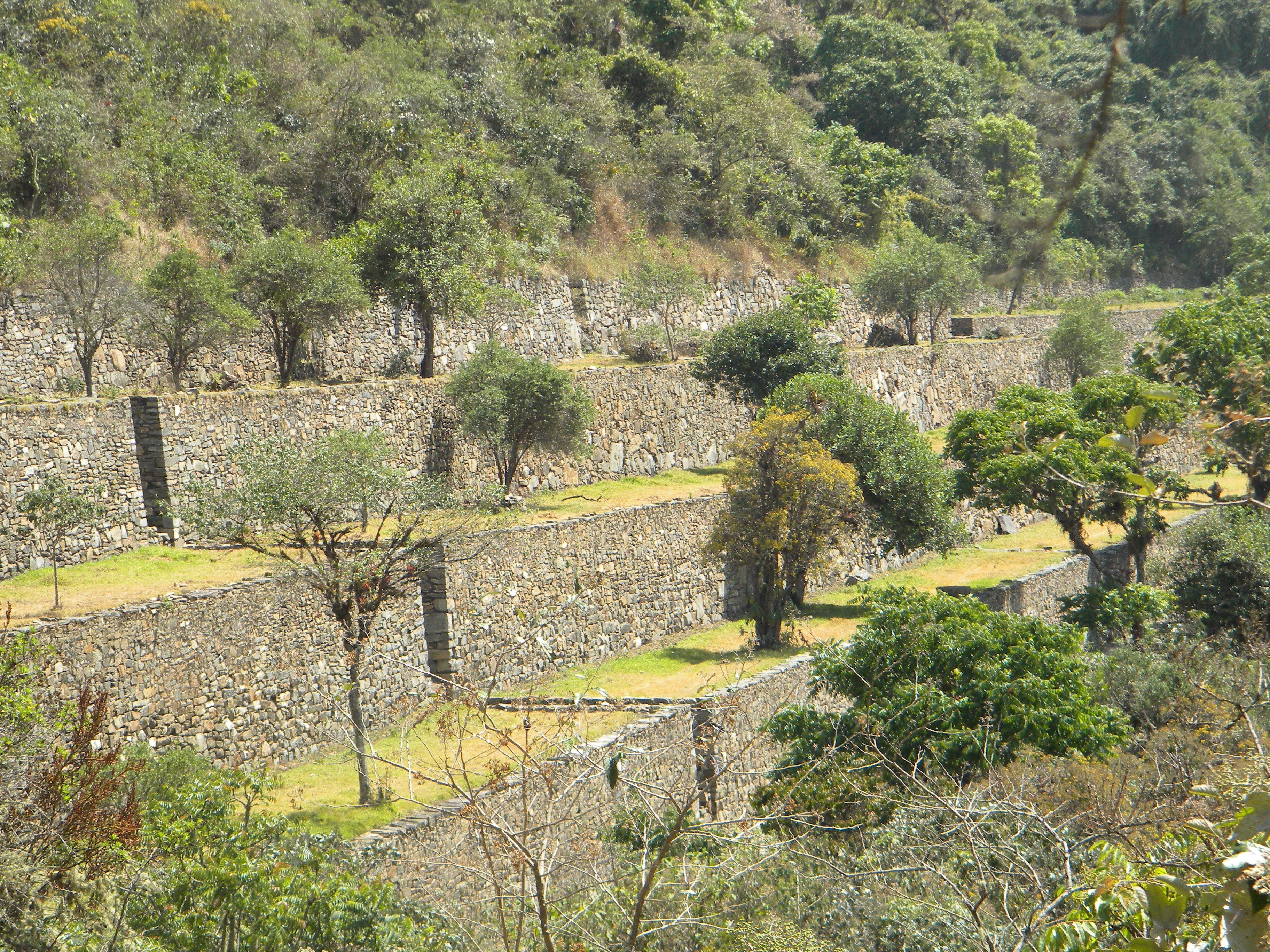
Terrasses a l'entrada de Choquequirao

##### Topografia

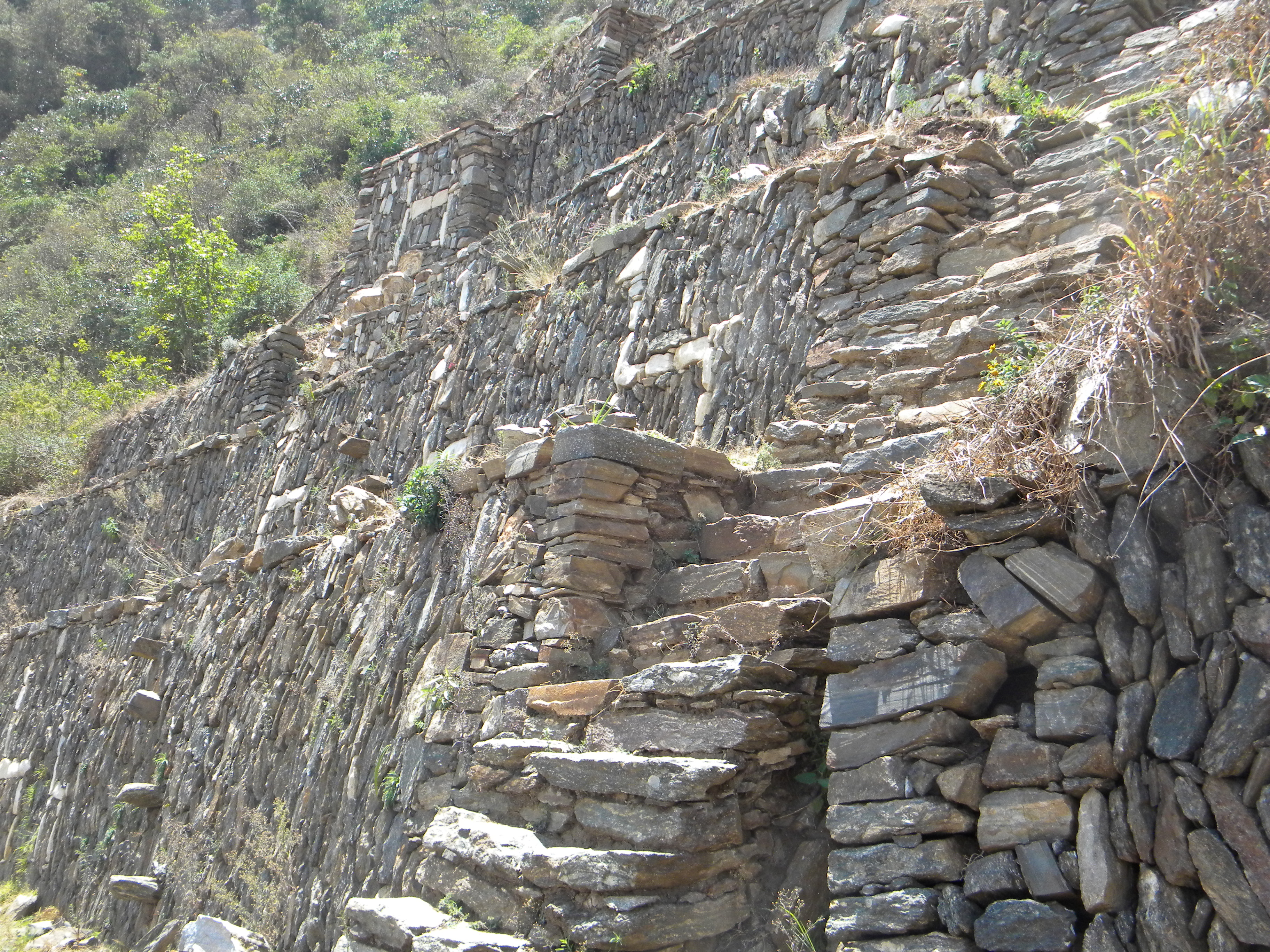
Flames del Sol

##### Posició estratègica

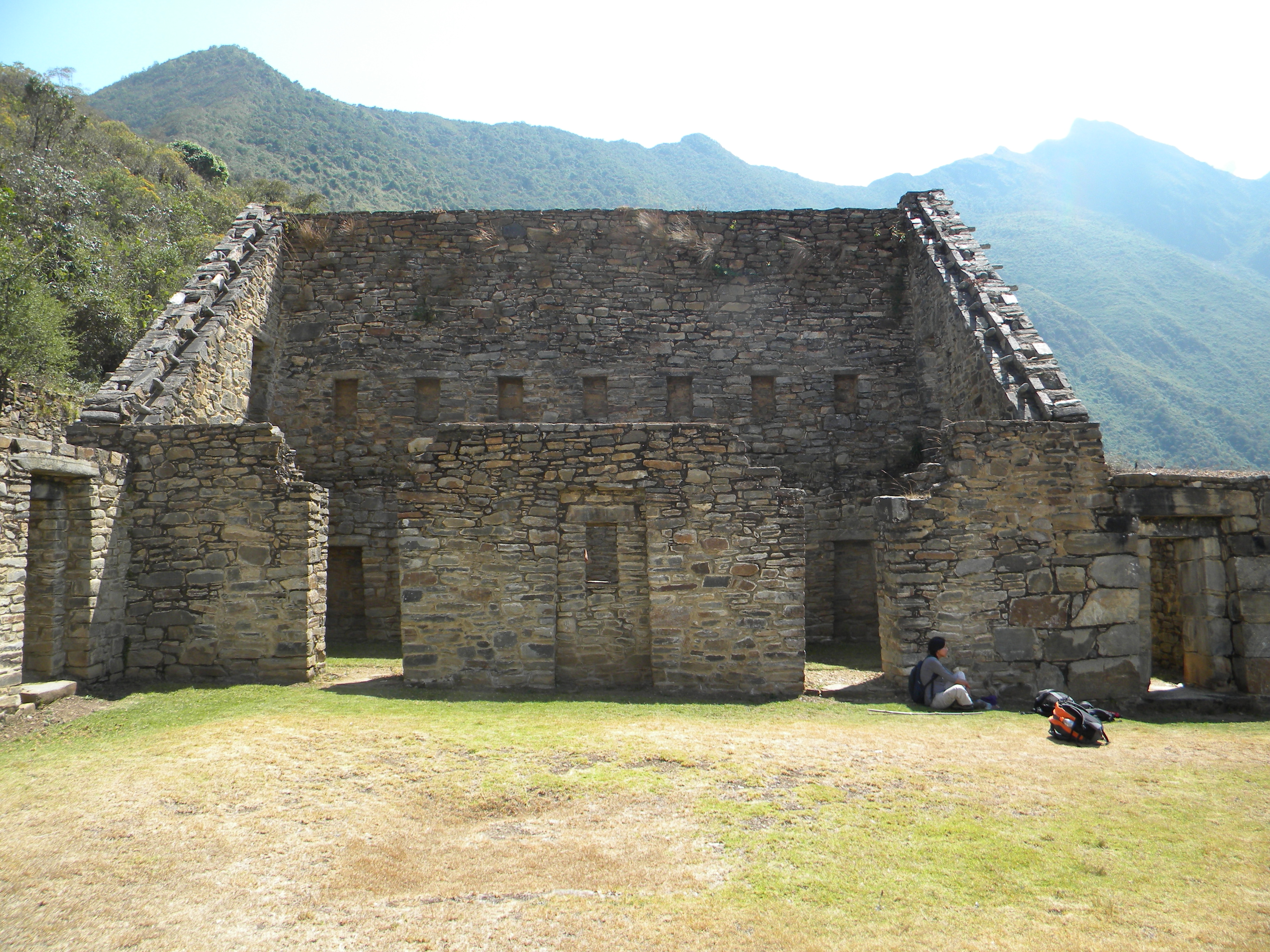
Construcció situada a la plaça principal de Choquequirao

## Galeria d'imatges

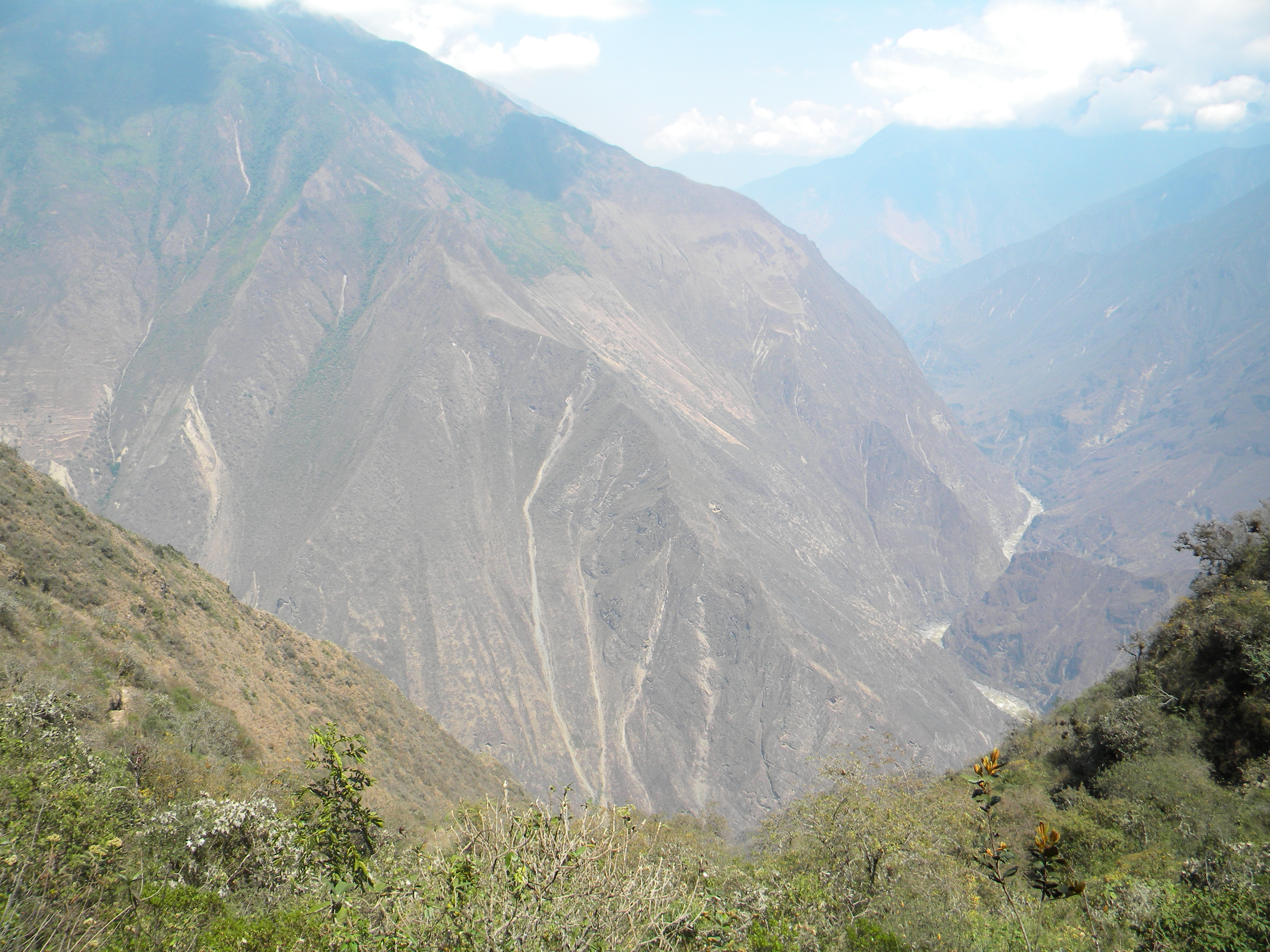
Canó de l'Apurímac vist des de Choquequirao
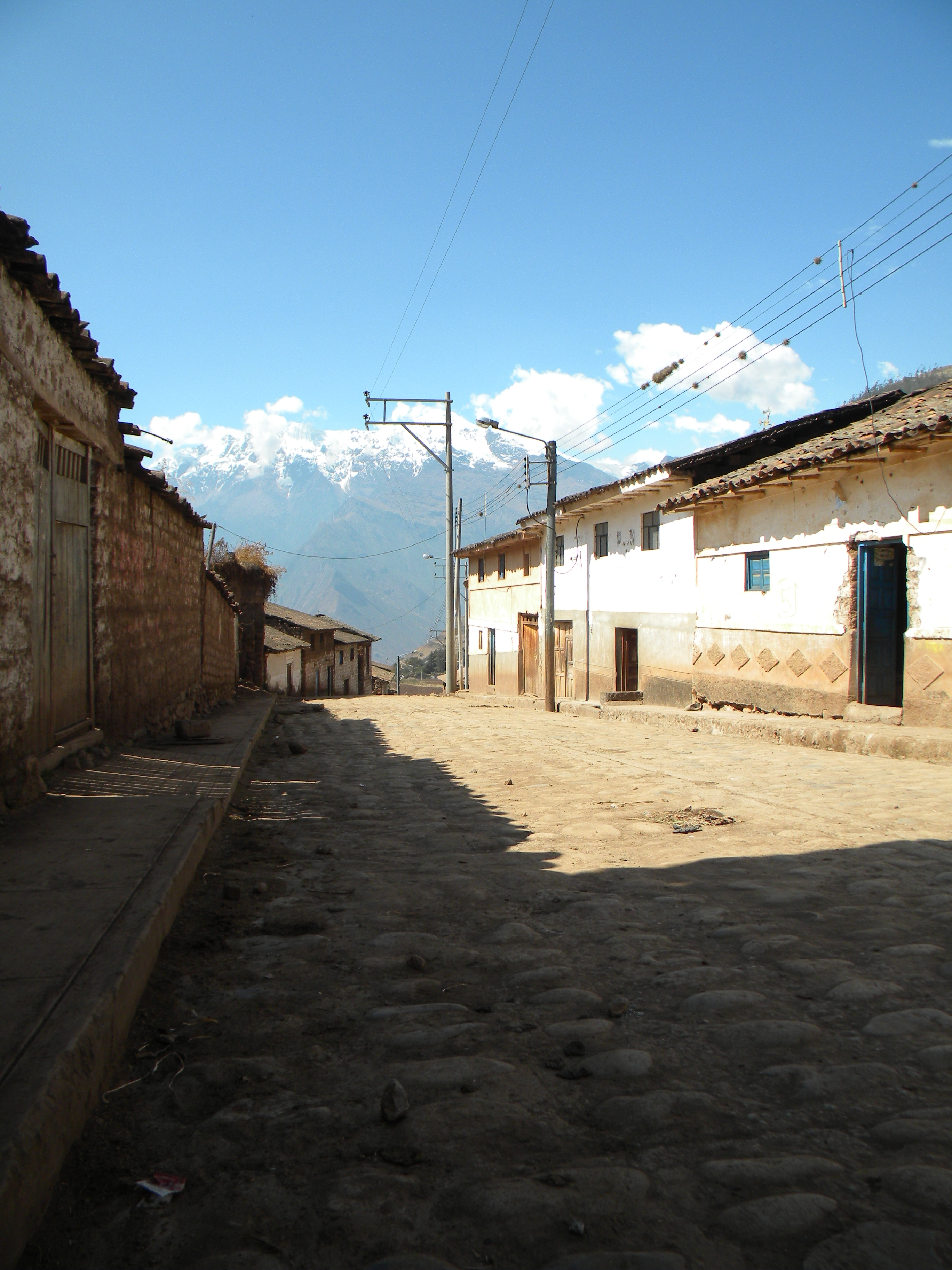
San Pedro de Cachora